# Paranthropus robustus
Paranthropus robustus (парантроп робустус, тобто масивний Парантроп) — вид викопних вищих приматів, виявлений в Південній Африці 1938 року південноафриканським доктором і палеонтологом Робертом Брумом.
Рештки були датовані періодом від 2 до 1,2 млн років. Вважаються спорідненим з австралопітеками, є тупиковою гілкою еволюції людини

## Перші знахідки
Австралопітек масивний з'явився близько 2.5 млн років тому. Всі залишки представників даного виду були знайдені в Південній Африці, в печерах, куди їх, очевидно, затягнули хижаки. Вимер цей вид близько 1.5 млн років тому.
Перше відкриття було зроблено в 1938 році школярем Гертом Тернбланшем в Кромдраай в Південній Африці. Палеонтолог Роберт Брум із Трансваальського Музею дослідив і зробив опис знахідки, як нового виду і роду. Розкопки на цьому місці відновив в 1993 році Френсіс Теккерей із Трансваальського музею. Вік знахідок з Кромдраай приблизно 1.95 млн років.
Знахідки австралопітека масивного відносять до п'яти місць у Південній Африці: Кромдаай, Сварткранс, Дрімолен, Гондолін і Куперс. У Сварткрансі в печері було знайдено залишки 130 осіб. Дослідження зубів показало, що середній вік особини рідко перевищував 17 років.

## Характеристика виду
Австралопітек масивний був такого ж росту, як і більшість європейських жінок — 1.6 м, але важив менше — близько 50 кг. В порівнянні з африканусом у нього був масивніший і пласкіший череп, який вміщав в себе більший мозок — 550 см³ і мав ширше обличчя. До високого черепного гребеня прикріплювалися сильні м'язи, які керували масивними щелепами. Передні зуби були такі ж, як у африкануса, а корінні — більшими. При цьому, корінні зуби у більшості відомих екземплярів зазвичай сильно зношені, незважаючи на те, що були покриті товстим шаром міцної емалі. Цей факт може свідчити про те, що вони харчувались твердою, жорсткою їжею, а саме — зернами злаків.
Від нього, можливо, походить австралопітек Бойса.

## Спірна таксономія
Думки про те, чи мають види Paranthropus aethiopicus, Paranthropus boisei і Paranthropus robustus належати до роду Australopithecus чи мати свій рід Paranthropus відрізняються. До недавнього часу як парантропів так і австралопітеків відносили до роду Австралопітеки. В наш час в науковому товаристві використовуються обидві таксономічні системи. Однак, хоча Australopithecus robustus і Paranthropus robustus можуть використовуватися для позначення одних і тих же особин, деякі дослідники вважають, що відмінності між парантропами і австралопітеками досить помітні, для їх поділу на два окремі роди

## Морфологія
Об'єм головного мозку приблизно 520 см3. Вид відрізнявся кістковим гребенем на черепі для кріплення жувальних м'язів, ймовірно, це дозволяло пережовувати жорсткі рослинні волокна. Виступаючі вперед вилиці також свідчать про розвинену жувальної мускулатури. Судячи з аналізу зубів цей вид був всеїдний.

## Виноски
1. ↑  Парантроп робустус (Australopithecus robustus, австралопітек з Кромдраай). Архів оригіналу за 9 липня 2014. Процитовано 30 липня 2011.
2. ↑  Самок австралопітеків визнали блудними дочками. Архів оригіналу за 5 серпня 2011. Процитовано 30 липня 2011.

## Ресурси Інтернету
- Таємниці світобудови